# Бук (Плетерница)
Бук је насељено место у саставу града Плетернице, у западној Славонији, Република Хрватска.

## Историја
До нове територијалне организације налазило се у саставу бивше велике општине Славонска Пожега.

## Становништво
Насеље је према попису становништва из 2011. године имало 192 становника.
| Националност       | 1991.        |
| Хрвати             | 215 (97,72%) |
| Срби               | 2 (0,90%)    |
| Југословени        | 0            |
| остали и непознато | 3 (1,36%)    |
| Укупно             | 220          |